# شوایندورف
شوایندورف (به آلمانی: Schweindorf) یک شهر در آلمان است که در Wittmund واقع شده‌است. شوایندورف ۶۸۴ نفر جمعیت دارد.